# Франц Отто (князь Брауншвейг-Люнебурга)
Франц Отто Брауншвейг-Люнебургский (нем. Franz Otto zu Braunschweig-Lüneburg; 20 июня 1530 — 29 апреля 1559) — князь Люнебурга в 1555—1559 годах.

## Биография
Франц Отто — старший сын герцога Эрнста I Брауншвейг-Люнебургского и Софии Мекленбург-Шверинской, дочери герцога Генриха V Мекленбургского. Правил в Люнебурге с 1555 года. Его правление осложняли доставшиеся ему долги. В 1559 году князь Франц Отто женился на Елизавете Магдалене Бранденбургской, но в том же году умер от оспы. В браке детей не было. Ему наследовали братья Вильгельм Брауншвейг-Люнебургский и Генрих Брауншвейг-Даннебергский. Похоронен в городской церкви Святой Марии в Целле.